# Aloisius Variara

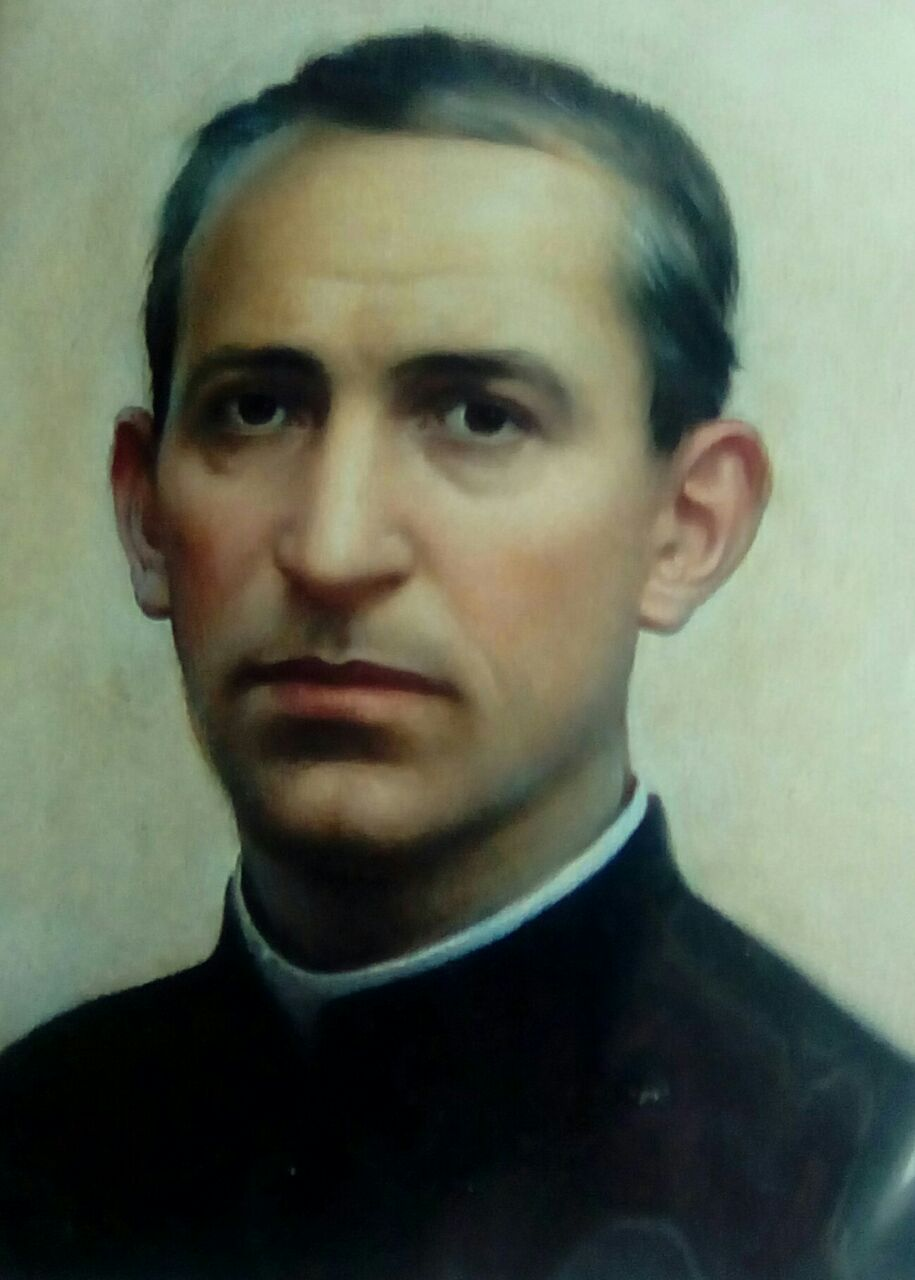
Aloisius Variara

Aloisius Variara SDB, italienisch Luigi Variara, spanisch Luis Variara (* 15. Januar 1875 in Viarigi, Asti, Italien; † 1. Februar 1923 in Cúcuta, Kolumbien) war Salesianer Don Boscos und Missionar in Kolumbien. Er wurde am 14. April 2002 durch Papst Johannes Paul II. seliggesprochen.
Als er 1887 mit zwölf Jahren in das Oratorium Don Boscos in Turin eintrat, lernte er Don Bosco selbst noch kennen, der ein Jahr später starb. Es wird berichtet, dass Don Bosco dem Jungen lange in die Augen schaute und ihm dann eine salesianische Berufung in der Mission prophezeite. Tatsächlich trat Aloisius Variara 1891 in das Noviziat ein, legte wenig später seine Gelübde in die Hände des damaligen Generaloberen Michael Rua ab. Nach seinem Noviziat studierte er Philosophie an der ordenseigenen Niederlassung Valsalice. Dort traf er Bruder Michael Unia, einen salesianischen Apostel für die Leprakranken in Kolumbien, der mit ihm über die Mission in Kolumbien sprach. Bald darauf meldete er sich für die Mission, ging 1894 mit dem zurückkehrenden Michael Unia nach Agua de Dios in Kolumbien und wurde so selbst zu einem Apostel für die Leprakranken in Kolumbien. Er versuchte, mit ihnen seine Leidenschaft für Musik und Theater zu teilen. Als Unia wenig später starb, verblieben Variara und drei weitere Priester in der Leprakolonie.
1898 wurde er zum Priester geweiht. Auch als solcher widmete er sein Leben den Leprakranken. Sein großes Ziel war die Errichtung eines Leprosarium für junge Patienten. Die Realisierung gelang ihm 1905 mit der Eröffnung der Michael-Unia-Jugendherberge. Im gleichen Jahr, am 7. Mai, gründete er die Kongregation der Töchter der Heiligen Herzen von Jesus und Maria, die ihn bei der Arbeit mit leprakranken Jugendlichen unterstützen sollten. Eine große Herausforderung war seine Versetzung von Agua de Dios nach Venezuela, die ihn von der von ihm gegründeten Kongregation trennte. In den folgenden 18 Jahren wurde er häufig versetzt. Die Zeit war von vielen Missverständnissen geprägt. 1921 wurde er zuletzt nach Táriba geschickt. Während der ganzen Zeit hielt er aber Kontakt mit Mutter Lozano, der Mitgründerin des Instituts.